# Пам'ятник Володимиру Великому (Москва)
Пам'ятник Володимиру Великому у Москві — монументальна споруда, встановлена на Боровицькій площі у Москві за ініціативою Російського військово-історичного товариства і уряду міста. Церемонія відкриття відбулася 4 листопада 2016 року.

## Історія
На початку листопада 2015 на Боровицькому пагорбі пройшла церемонія відкриття закладного каменя, на якій були присутні мер Москви Сергій Собянін, патріарх Кирил, міністр культури РФ Володимир Мединський. За словами автора пам'ятника, Салавата Щербакова, пам'ятник буде відкрито навесні 2016 року.